# Malbouhans
Malbouhans é uma comuna francesa na região administrativa de Borgonha-Franco-Condado, no departamento de Alto Sona. Estende-se por uma área de 7,8 km². Em 2010 a comuna tinha 336 habitantes (densidade: 43,1 hab./km²). Tem uma densidade de 43 hab/km².